# Ілюзія Зандера

Ілюзія Зандера

Ілюзія Зандера або паралелограм Зандера — це оптична ілюзія, описана німецьким психологом Фрідріхом Зандером (1889—1971) у 1926 році. Однак вона була опублікована раніше Метью Лакішем у його книзі 1922 року «Візуальні ілюзії: їхні причини, характеристики та застосування», [Архівовано 2008-11-21 у Wayback Machine.].
Діагональна лінія, що розділяє більший лівий паралелограм навпіл, здається значно довшою, ніж діагональна лінія, що розділяє менший правий паралелограм навпіл, але вона однакова.
Однією з можливих причин цієї ілюзії є те, що діагональні лінії навколо синіх ліній створюють сприйняття глибини, і коли сині лінії включені в цю глибину, вони сприймаються як різної довжини.